# Diplospora pubescens
Diplospora pubescens är en måreväxtart som beskrevs av Joseph Dalton Hooker. Diplospora pubescens ingår i släktet Diplospora och familjen måreväxter.
Artens utbredningsområde är Burma. Inga underarter finns listade i Catalogue of Life.